# Vilma Espín
Vilma Espín Guillois (ur. 7 kwietnia 1930, zm. 18 czerwca 2007 w Hawanie) – kubańska działaczka państwowa, rewolucjonistka, wieloletnia przewodnicząca Kubańskiej Federacji Kobiet (Federación de Mujeres Cubanas), żona prezydenta Kuby Raúla Castro, bratowa przywódcy rewolucji kubańskiej i prezydenta Fidela Castro. 

## Życiorys
Espín pochodziła z Santiago de Cuba i była córką prawnika rodziny Bacardi, producentów znanej marki rumu. Studiowała na Massachusetts Institute of Technology w Bostonie. Po powrocie do ojczyzny poznała rewolucjonistę Franka Paisa i dołączyła do ruchu dążącego do obalenia prezydenta Fulgencio Batisty. Była przywódcą ruchu rewolucyjnego w prowincji Oriente. Przez pewien czas przybywała wraz z braćmi Castro w Meksyku, podczas przygotowań do inwazji na Kubę, a w 1952 uczestniczyła w samej akcji, kiedy to 82 rewolucjonistów przypłynęła na wyspę jachtem Granma. 
W 1959 poślubiła Raúla Castro, z którym miała czwórkę dzieci. Uznawana przez wielu za najbardziej wpływową Kubankę, nazywana była pierwszą damą. Od momentu powstania w 1965 była członkinią Komunistycznej Partii Kuby oraz członkiem Komitetu Centralnego i Biura Politycznego. 
Pod koniec lat osiemdziesiątych jako przewodnicząca Kubańskiej Federacji Kobiet, wypowiedziała się oficjalnie przeciwko dyskryminacji gejów i lesbijek. 
Po długiej chorobie zmarła 18 czerwca 2007 roku.